# Ivan Neoumyvakine
Ivan Pavlovitch Neoumyvakine (en russe : Иван Павлович Неумывакин), né le 7 juillet 1928 à Bichkek en Union soviétique et mort le 22 avril 2018 à Russie est un médecin russe, professeur,,.
Il est connu comme l'un des fondateurs de la médecine spatiale,.
Il est doktor nauk en médecine membre de l'Académie russe des sciences naturelles,,.
En 1982, il a défendu sa thèse de doctorat.
Il est diplômé de l'Institut médecine de Bichkek (1951). 
Il est l'auteur de plus de 200 articles scientifiques et auteur auteur de 100 livres,.